# Плэннис, Луиза фон

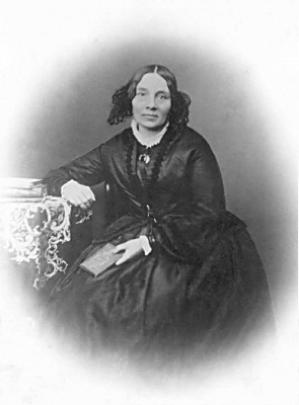

Луиза фон Плэннис (нем. Luise von Ploennies; урождённая Лейслер; 7 ноября 1803, Ханау — 22 января 1872, Дармштадт) — германская писательница и поэтесса. Член Королевской академии наук и искусств Бельгии.
Была дочерью учёного-натуралиста. Вышла замуж за врача Августа фон Плэнниса, с которым жила в Дармштадте и от которого родила семерых детей. После его смерти в 1847 году жила сначала в Бельгии, где была членом Королевской академии, затем в Зехайм-Югенхайме, затем вернулась в Дармштадт. Содержала литературный салон.
Большая часть её поэтических сочинений была опубликована в период с 1844 по 1870 годы. В основном писала любовную лирику, патриотические поэмы и поэтические описания природы; некоторые её стихотворения были положены на музыку Карлом Готфридом Лёвом. Главные работы: «Reiseerinuerungen in Belgien. Nebst einer Uebersicht der vlämischen Litteratur» (1845), «Gedichte» (1844), «Neue Gedichte» (1851), «Marieken von Nymvegen» (1853), «Die sieben Raben» (1862), «Lilien auf dem Felde» (1864), «Savitri» (1862) и ряд библейских драм: «Ruth» (1864), «Maria Magdalena» (1870), «David» (1874). В 1874 году вышел посмертный сборник стихотворений Плэннис «Sagen und Legenden». Кроме того, она перевела с английского языка два поэтических сборника, «Britannia» (1843) и «Englische Dichter» (1867).
Её сын Вильгельм фон Плэннис стал военным научным писателем, литератором и фольклористом.